# Festival Eurovisão da Canção 1989
O Festival Eurovisão da Canção 1989 (em inglês: Eurovision Song Contest 1989 e em francês: Concours Eurovision de la chanson 1989) foi o 34.º Festival Eurovisão da Canção e realizou-se em 6 de maio de 1989, em Lausana, na Suíça. Os apresentadores foram Lolita Morena e Jacques Deschenaux.
A banda jugoslava Riva foi a vencedora desse ano, com a canção "Rock Me", canção tipo pop-rock e que nada de novo trouxe à   competição. Esta vitória foi vista por muitos como sendo política, visto que a Jugoslávia era vista nessa época (o muro de Berlim só caiu em Novembro desse ano) como o país mais "democrático" dos países de leste.

## Local

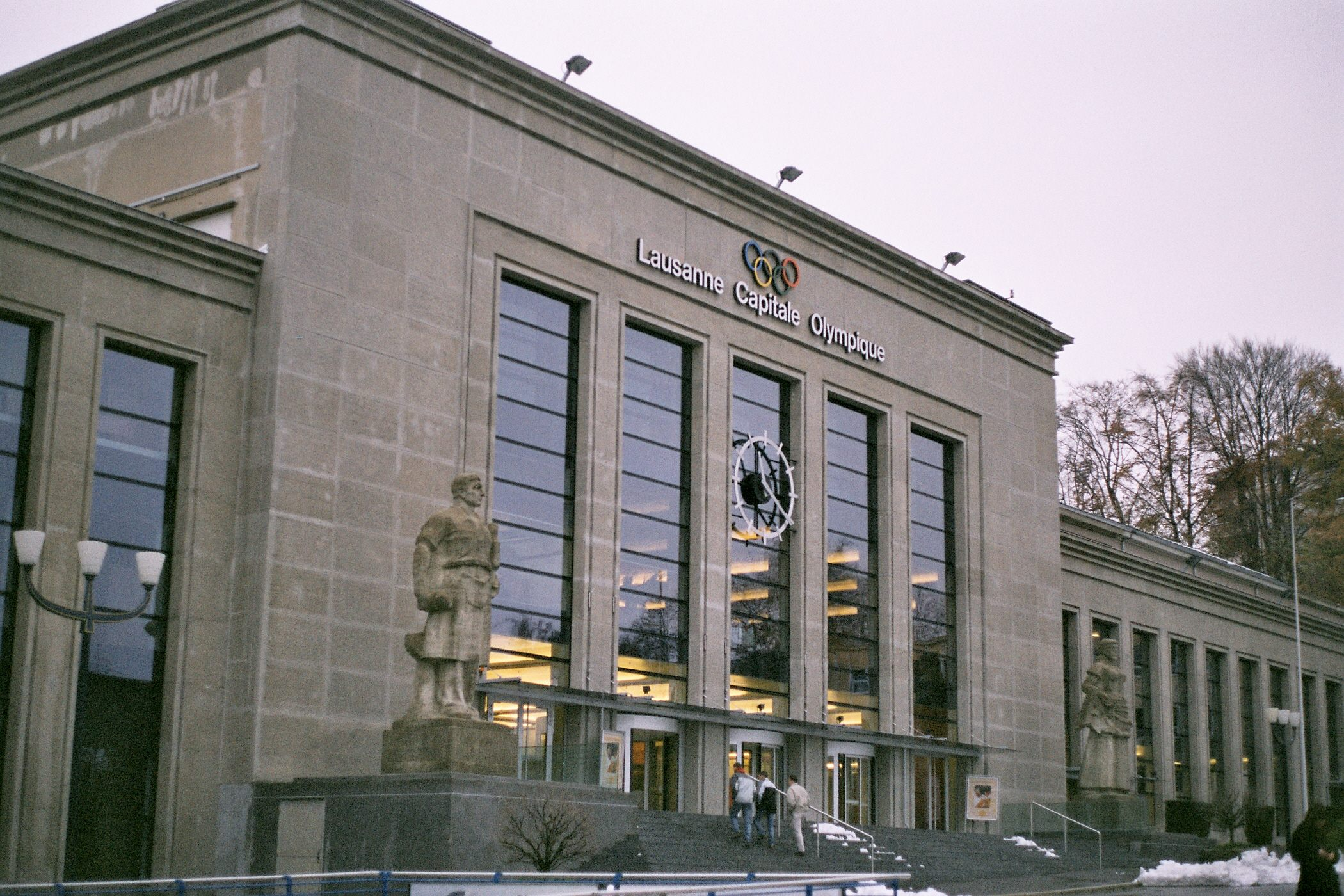
O Palais de Beaulieu, em Lausana, na Suíça.

O Festival Eurovisão da Canção 1989 ocorreu em Lausana, na Suíça. Lausana é uma cidade na Suíça romanda, a parte francófona da Suíça, e é a capital do cantão de Vaud.  Sede do distrito de Lausana, a cidade está situada às margens do Lago Léman (em francês:  Lac Léman).  Limitada pela cidade francesa de Évian-les-Bains ao sul do lago, com as montanhas Jura a noroeste. Lausana está localizada 62 km a nordeste de Genebra. Lausana tinha, em dezembro de 2011, uma população de 129 383, tornando-se a quarta maior cidade do país, com a área de aglomeração com 336 400 habitantes. A Região Metropolitana de Lausana-Genebra possui cerca de 1,2 milhão de habitantes. A sede do Comitê Olímpico Internacional (COI) e o Museu Olímpico estão localizados na cidade,além de inúmeras federações e organismos esportivos estão sediados na cidade – o COI reconhece oficialmente a cidade como a Capital Olímpica – assim como a sede do Tribunal Arbitral do Esporte. Encontra-se no meio de uma região do vinho. A cidade tem um sistema de metrô com 28 estações, tornando-se a menor cidade do mundo a ter um sistema de transporte rápido.
O festival em si realizou-se no Palais de Beaulieu, centro de convenções onde, em outubro de 1986, foi decidido a cidade-sede dos Jogos Olímpicos de Verão de 1992.

## Formato
Nesta edição competiram 22 países, igualando o recorde de 1987, com o regresso do Chipre.
Esta edição marcou a despedida de Ossi Runne, o famoso maestro finlandês que, após 23 anos, se despedia do palco eurovisivo e pela primeira vez, um país usou dois maestros para conduzirem a orquestra durante a sua atuação, pois Henrik Krogsgård dirigiu a orquestra apenas metade da música, antes de se juntar a Birthe Kjær no palco e Benoît Kaufman, que era o maestro do país anfitrião, substitui Krogsgård e dirigiu a orquestra até ao final da música. Foi a única vez na história em que uma canção teve dois maestros.
O logo da competição representava o Matterhorn. A torre da Catedral de Lausana apareceu na linha sublinhando o título.
Ricardo Landum, membro dos Da Vinci, viu-se impossibilitado de representar Portugal, devido a um acidente sofrido pouco antes do Festival Eurovisão da Canção. Sendo assim, substituído por Tó.
De destacar que dois intérpretes deste festival, Nathalie Pâque e Gili Natanael tinham respectivamente apenas 11 e 12 anos. Devido aos protestos que surgiram, a União Europeia de Radiodifusão introduziu uma regra segundo a qual apenas podem participar cantores com mais de 16 anos.
Como curiosidade, vale sublinhar que o autor das músicas da Alemanha e da Áustria tratava-se de Dieter Bohlen, membro dos Modern Talking.
Foi adotado um novo método de desempate, consistindo em proclamar vencedor o país que tiver recebido maior número de vezes 12 ponto e assim sucessivamente.
O núcleo da equipa técnica foi formado por Alain Bloch (realização e produção executiva), Charles-André Grivet (realização), Raymond Zumsteg (produção executiva), Georges Mani e Paul Waelti (cenografia) e Benoît Kaufman (direção musical).

## Visual
A abertura da competição começou com um vídeo, com uma jovem rapariga. Na sua companhia, a câmera viajou por paisagens e cidades suíças e desvendou certos aspectos da vida social, cultural e desportiva do país. O vídeo termina com uma a rapariga a descer as escadas do Palais de Beaulieu. Uma limusine preta parou, cuja jovem abriu a porta dos. Então saiu Céline Dion, a vencedora do ano anterior. Juntas, subiram as escadas e entraram no recinto. Céline Dion, segurando a rapariga pela mão, entrou no palco e cantou uma parte de "Ne partez pas sans moi", música vencedora do ano anterior. Ela se juntou aos apresentadores que agradeceram e congratularam-na pela sua vitória. Depois, Céline cantou seu primeiro single solo em inglês, "Where Does My Heart Beat Now". Essa atuação chamou a atenção dos líderes da Disney Studios e permitiu a Dion prosseguir a sua carreira em países de língua inglesa. "Where Does My Heart Beat Now" foi lançado no ano seguinte nos Estados Unidos e no início de 1991 no resto do mundo. O sucesso seguirá com a banda sonora de A Bela e o Monstro, que em 1992 receberia o Oscar de melhor banda sonora original e entraria no top 10 no ranking de música do Canadá, Estados Unidos, Nova Zelândia e Reino Unido. Depois, os apresentadores enviaram mais duas saudações especiais a Jean-Pascal Delamuraz, Presidente da Confederação Helvética, que estava presente na audiência, e a Benoît Kaufman, o maestro. A abertura termina com uma peça executada ao vivo pela orquestra.
A orquestra, dirigida por Benoît Kaufman, estava à esquerda do palco. O palco consistia em três pódios separados, de formato triangular e vermelho escuro. O primeiro, à esquerda, foi reservado para os apresentadores. O segundo, no centro, acolheu os artistas. Foi fornecido em ambos os lados com duas entradas na forma de pirâmides truncadas, de aparência metálica e iluminadas por neons azuis. Na parte de trás, um elemento de plexiglass, na forma de um custódio, também era iluminado, iluminado com luzes de néon azuis. O fundo consistia de duas formas triangulares, uma das quais estava coberta com faixas claras, assim como tubos de néon azul, rosa e verde, que se entrelaçavam. Um elemento móvel, na forma de asas, também poderia ser implantado atrás do quarto traseiro. Finalmente, o terceiro pódio, à direita, foi para a orquestra. Duas telas completaram o palco.
Os apresentadores foram Jacques Deschenaux e Lolita Morena, que falou aos espectadores em francês, inglês, alemão, italiano, como também algumas palavras em castelhano e Romanche.
Os cartões postais começaram com uma nota dos apresentadores, explicando o título e o tema da música, e então apresentando os artistas e o maestro, tendo, nas canções da Itália, Alemanha, Áustria, Espanha e parte da de Israel, para além das dos países anglófonos e francófonos, apresentado nas línguas oficiais. Em seguida, seguiu um vídeo, mostrando os participantes na descoberta de pontos turísticos da Suíça.
O intervalo foi preenchido pelo artista de circo Guy Tell, que fez um número baseado na lenda de William Tell. Usando uma besta, Guy Tell alcançou um alvo mascarado, cortou uma rosa, depois um jornal e cortou os fios de quatro balões. Então ele estourou cinco outros balões de uma só vez. O final foi particularmente especiais, pois Guy Tell fez disparar 16 bestas sucessivamente. O último ladrilho deveria ter acertado numa maçã. Mas, ao executar o número ao vivo, o bloco perdeu a maçã. A produção, no entanto, antecipou esse evento e registou uma tentativa bem-sucedida. Este último foi transmitido mais tarde, logo após a tentativa fracassada.

## Votação
Cada país tinha um júri composto por 11 elementos, que atribuiu 12, 10, 8, 7, 6, 5, 4, 3, 2, 1 pontos às dez canções mais votadas.
O supervisor executivo da EBU foi Frank Naef, que estava a comemorar os seus 30 anos na União Europeia de Radiodifusão.
Durante a votação, a câmera fez vários close-ups dos artistas. Em particular, Thomas Forstner, a banda Riva e Tommy Nilsson apareceram.

## Participações individuais
Predefinição:Participações Individuais ESC1989

## Participantes

Países participantes

| País          | Título original da Canção                 | Artista                                | Processo                                                     | Data da Selecção        |
| País          | Tradução em Português                     | Idiomas de Interpretação               | Processo                                                     | Data da Selecção        |
| ------------- | ----------------------------------------- | -------------------------------------- | ------------------------------------------------------------ | ----------------------- |
| Alemanha      | "Flieger"                                 | Nino de Angelo                         | Ein lied für Lausanne 1989                                   | 23 de março de 1989     |
| Alemanha      | Aviadores                                 | Alemão                                 | Ein lied für Lausanne 1989                                   | 23 de março de 1989     |
| Áustria       | "Nur ein Lied"                            | Thomas Forstner                        | Seleção interna                                              | -                       |
| Áustria       | Só uma canção                             | Alemão                                 | Seleção interna                                              | -                       |
| Bélgica       | "Door de wind"                            | Ingeborg                               | Eurosong 1989                                                | 18 de março de 1989     |
| Bélgica       | Através do vento                          | Holandês                               | Eurosong 1989                                                | 18 de março de 1989     |
| Chipre        | "Apopse as vrethume" (Απόψε ας βρεθούμε)  | Yiannis Savvidakis & Fanny Polymeri    | Seleção interna                                              | -                       |
| Chipre        | Encontremo-nos esta noite                 | Grego                                  | Seleção interna                                              | -                       |
| Dinamarca     | "Vi maler byen rød"                       | Birthe Kjær                            | Dansk Melodi Grand-Prix 1989                                 | 25 de março de 1989     |
| Dinamarca     | Nós pintamos a cidade de vermelho         | Dinamarquês                            | Dansk Melodi Grand-Prix 1989                                 | 25 de março de 1989     |
| Espanha       | "Nacida para amar"                        | Nina                                   | Selecção Interna                                             | -                       |
| Espanha       | Nascida para amar                         | Castelhano                             | Selecção Interna                                             | -                       |
| Finlândia     | "La dolce vita"                           | Anneli Saaristo                        | Euroviisut 1989                                              | 4 de fevereiro de 1989  |
| Finlândia     | A doce vida                               | Finlandês                              | Euroviisut 1989                                              | 4 de fevereiro de 1989  |
| França        | "J'ai volé la vie"                        | Nathalie Pâque                         | Seleção interna                                              | -                       |
| França        | Eu roubei a vida                          | Francês                                | Seleção interna                                              | -                       |
| Grécia        | "To diko sou asteri" (Το δικό σου αστέρι) | Marianna Efstratiou                    | Ellinikoú Telikoú tis Diagonismós Tragoudioú Eurovision 1989 | 31 de março de 1989     |
| Grécia        | A tua própria estrela                     | Grego                                  | Ellinikoú Telikoú tis Diagonismós Tragoudioú Eurovision 1989 | 31 de março de 1989     |
| Irlanda       | "The Real Me"                             | Kiev Connolly & The Missing Passengers | National Song Contest 1989                                   | 12 de março de 1989     |
| Irlanda       | O verdadeiro eu                           | Inglês                                 | National Song Contest 1989                                   | 12 de março de 1989     |
| Islândia      | "Það sem enginn sér"                      | Daníel Ágúst                           | Íslenska Söngvakeppni Sjónvarpsins 1989                      | 30 de março de 1989     |
| Islândia      | Aquilo que ninguém vê                     | Islandês                               | Íslenska Söngvakeppni Sjónvarpsins 1989                      | 30 de março de 1989     |
| Israel        | "Derekh Hamelekh" (דרך המלך)              | Gili & Galit                           | Kdam Eurovision 1989                                         | 30 de março de 1989     |
| Israel        | O caminho do rei                          | Hebraico                               | Kdam Eurovision 1989                                         | 30 de março de 1989     |
| Itália        | "Avrei voluto"                            | Anna Oxa & Fausto Leali                | Seleção interna                                              | -                       |
| Itália        | Eu teria querido                          | Italiano                               | Seleção interna                                              | -                       |
| Iugoslávia    | "Rock Me"                                 | Riva                                   | Pjesma Eurovizije 1989                                       | 4 de março de 1989      |
| Iugoslávia    | Dá-me rock                                | Servo-Croata                           | Pjesma Eurovizije 1989                                       | 4 de março de 1989      |
| Luxemburgo    | "Monsieur"                                | Park Café                              | Finale nationale luxembourgeoise 1989                        | 5 de março de 1989      |
| Luxemburgo    | Senhor                                    | Francês                                | Finale nationale luxembourgeoise 1989                        | 5 de março de 1989      |
| Noruega       | "Venners nærhet"                          | Britt Synnøve                          | Melodi Grand-Prix 1989                                       | 11 de março de 1989     |
| Noruega       | A proximidade dos amigos                  | Norueguês                              | Melodi Grand-Prix 1989                                       | 11 de março de 1989     |
| Países Baixos | "Blijf zoals je bent"                     | Justine Pelmelay                       | Nationaal Songfestival 1989                                  | 10 de março de 1989     |
| Países Baixos | Continua a ser como és                    | Holandês                               | Nationaal Songfestival 1989                                  | 10 de março de 1989     |
| Portugal      | "Conquistador"                            | Da Vinci                               | Festival RTP da Canção 1989                                  | 7 de março de 1989      |
| Portugal      | Conquistador                              | Português                              | Festival RTP da Canção 1989                                  | 7 de março de 1989      |
| Reino Unido   | "Why Do I Always Get it Wrong?"           | Live Report                            | A song for Europe 1989                                       | 24 de março de 1989     |
| Reino Unido   | Porque é que eu percebo sempre mal?       | Inglês                                 | A song for Europe 1989                                       | 24 de março de 1989     |
| Suécia        | "En dag"                                  | Tommy Nilsson                          | Melodifestivalen 1989                                        | 11 de março de 1989     |
| Suécia        | Um dia                                    | Sueco                                  | Melodifestivalen 1989                                        | 11 de março de 1989     |
| Suíça         | "Viver senza tei"                         | Furbaz                                 | Schweizer Ausscheindung 1989                                 | 18 de fevereiro de 1989 |
| Suíça         | Viver sem ti                              | Romanche                               | Schweizer Ausscheindung 1989                                 | 18 de fevereiro de 1989 |
| Turquia       | "Bana bana"                               | Pan                                    | Eurovision Şarkı Yarışması Türkiye Finali 1989               | 11 de março de 1989     |
| Turquia       | Para mim, para mim                        | Turco                                  | Eurovision Şarkı Yarışması Türkiye Finali 1989               | 11 de março de 1989     |

## Festival
| #   | País          | Idioma       | Artista                                | Canção                                    | Lugar | Pontuação |
| --- | ------------- | ------------ | -------------------------------------- | ----------------------------------------- | ----- | --------- |
| 1º  | Itália        | Italiano     | Anna Oxa e Fausto Leali                | "Avrei voluto"                            | 9º    | 56        |
| 2º  | Israel        | Hebraico     | Gili & Galit                           | "Derekh Hamelekh" (דרך המלך)              | 12º   | 50        |
| 3º  | Irlanda       | Inglês       | Kiev Connolly & The Missing Passengers | "The Real Me"                             | 18º   | 21        |
| 4º  | Países Baixos | Holandês     | Justine Pelmelay                       | "Blijf zoals je bent"                     | 15º   | 45        |
| 5º  | Turquia       | Turco        | Pan                                    | "Bana bana"                               | 21º   | 5         |
| 6º  | Bélgica       | Holandês     | Ingeborg                               | "Door de wind"                            | 19º   | 13        |
| 7º  | Reino Unido   | Inglês       | Live Report                            | "Why Do I Always Get it Wrong?"           | 2º    | 130       |
| 8º  | Noruega       | Norueguês    | Britt Synnøve                          | "Venners nærhet"                          | 17º   | 30        |
| 9º  | Portugal      | Português    | Da Vinci                               | "Conquistador"                            | 16º   | 39        |
| 10º | Suécia        | Sueco        | Tommy Nilsson                          | "En dag"                                  | 4º    | 110       |
| 11º | Luxemburgo    | Francês      | Park Café                              | "Monsieur"                                | 20º   | 8         |
| 12º | Dinamarca     | Dinamarquês  | Birthe Kjær                            | "Vi maler byen rød"                       | 3º    | 111       |
| 13º | Áustria       | Alemão       | Thomas Forstner                        | "Nur ein Lied"                            | 5º    | 97        |
| 14º | Finlândia     | Finlandês    | Anneli Saaristo                        | "La dolce vita"                           | 7º    | 76        |
| 15º | França        | Francês      | Nathalie Pâque                         | "J'ai volé la vie"                        | 8º    | 60        |
| 16º | Espanha       | Castelhano   | Nina                                   | "Nacida para amar"                        | 6º    | 88        |
| 17º | Chipre        | Grego        | Giannis Savvidakis & Phani Polymeri    | "Apopse as vrethume" (Απόψε ας βρεθούμε)  | 11º   | 51        |
| 18º | Suíça         | Romanche     | Furbaz                                 | "Viver senza tei"                         | 13º   | 47        |
| 19º | Grécia        | Grego        | Mariana Efstratiou                     | "To diko sou asteri" (Το δικό σου αστέρι) | 9º    | 56        |
| 20º | Islândia      | Islandês     | Daníel Ágúst                           | "Það sem enginn sér"                      | 22º   | 0         |
| 21º | Alemanha      | Alemão       | Nino de Angelo                         | "Flieger"                                 | 14º   | 46        |
| 22º | Iugoslávia    | Servo-croata | Riva                                   | "Rock Me"                                 | 1º    | 137       |

### Resultados
A ordem de votação no Festival Eurovisão da Canção 1989, foi a seguinte:

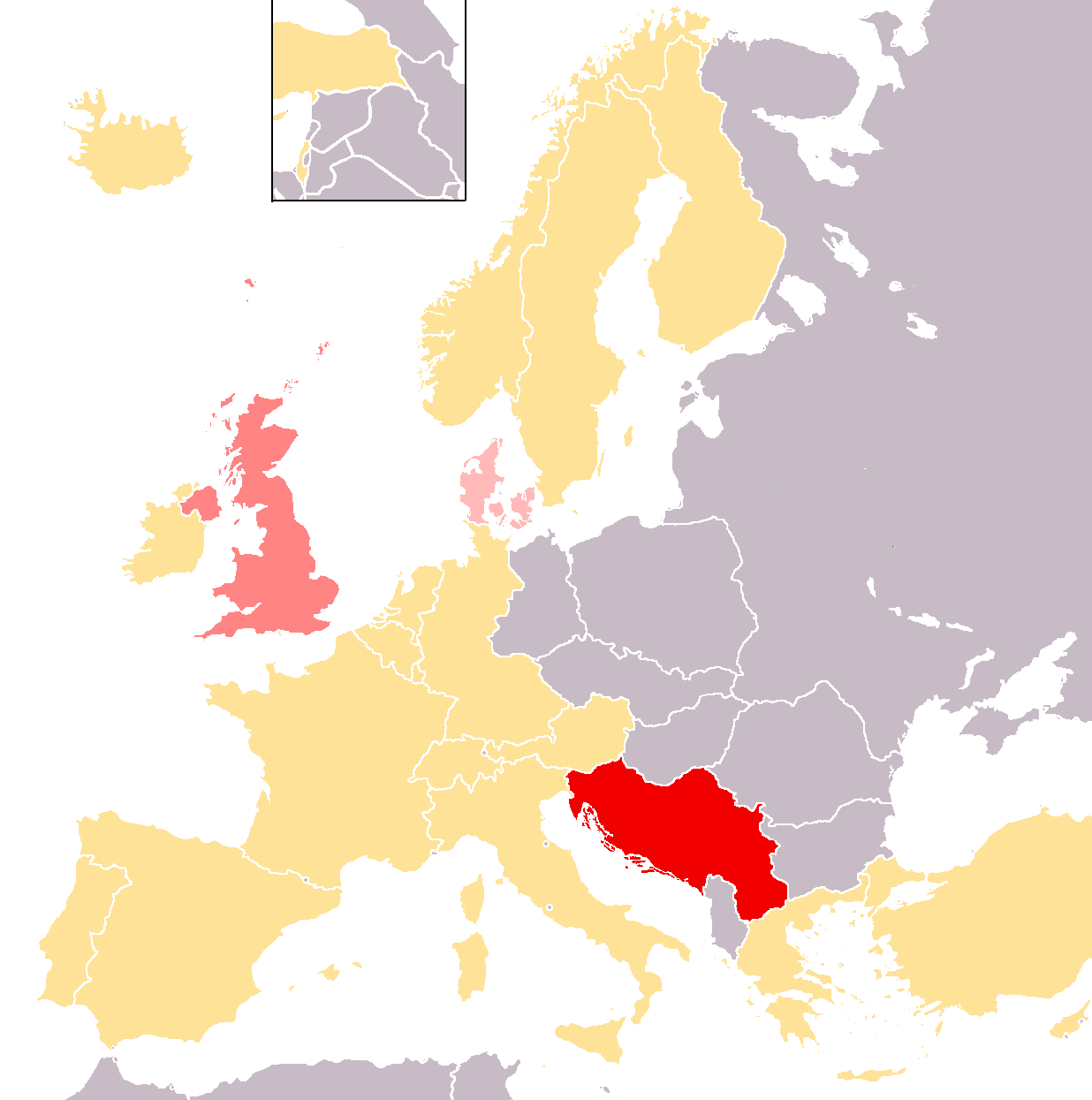
Vencedor
2º classificado
3º classificado

| Países Votantes | Países Pontuados | Países Pontuados | Países Pontuados     | Países Pontuados | Países Pontuados | Países Pontuados | Países Pontuados | Países Pontuados | Países Pontuados | Países Pontuados | Países Pontuados | Países Pontuados | Países Pontuados | Países Pontuados | Países Pontuados | Países Pontuados | Países Pontuados | Países Pontuados | Países Pontuados | Países Pontuados | Países Pontuados | Países Pontuados                              |
| --------------- | ---------------- | ---------------- | -------------------- | ---------------- | ---------------- | ---------------- | ---------------- | ---------------- | ---------------- | ---------------- | ---------------- | ---------------- | ---------------- | ---------------- | ---------------- | ---------------- | ---------------- | ---------------- | ---------------- | ---------------- | ---------------- | --------------------------------------------- |
| Países Votantes | Itália           | Israel           | República da Irlanda | Países Baixos    | Turquia          | Bélgica          | Reino Unido      | Noruega          | Portugal         | Suécia           | Luxemburgo       | Dinamarca        | Áustria          | Finlândia        | França           | Espanha          | Chipre           | Suíça            | Grécia           | Islândia         | Alemanha         | República Socialista Federativa da Iugoslávia |
| Itália          |                  | 1                |                      | 10               |                  |                  | 6                |                  |                  |                  |                  | 5                | 12               |                  | 3                | 8                | 2                | 4                |                  |                  | 7                |                                               |
| Israel          |                  |                  |                      |                  |                  |                  | 7                | 2                |                  | 6                |                  | 1                | 8                | 10               | 5                |                  | 3                | 4                |                  |                  |                  | 12                                            |
| Irlanda         |                  | 7                |                      | 3                |                  | 5                | 4                |                  |                  |                  |                  | 10               |                  | 8                | 6                |                  | 1                |                  |                  |                  | 2                | 12                                            |
| Países Baixos   |                  | 3                |                      |                  |                  | 5                | 7                | 2                |                  |                  |                  | 12               |                  | 6                | 4                |                  |                  | 10               | 1                |                  |                  | 8                                             |
| Turquia         |                  |                  | 7                    |                  |                  |                  | 1                | 5                | 4                |                  |                  | 6                | 3                | 10               |                  | 2                |                  | 8                |                  |                  |                  | 12                                            |
| Bélgica         |                  |                  | 3                    |                  |                  |                  |                  | 8                | 2                | 6                |                  | 4                | 12               |                  |                  | 7                |                  |                  | 1                |                  | 5                | 10                                            |
| Reino Unido     |                  | 2                |                      | 3                |                  |                  |                  |                  |                  | 4                |                  | 10               |                  |                  |                  | 7                | 6                | 8                | 5                |                  | 1                | 12                                            |
| Noruega         |                  |                  | 3                    |                  |                  | 2                | 12               |                  | 1                | 8                |                  | 10               |                  |                  | 5                | 4                |                  |                  | 6                |                  |                  | 7                                             |
| Portugal        | 7                |                  |                      |                  |                  |                  | 12               |                  |                  | 8                |                  | 2                |                  | 1                |                  |                  | 6                | 3                | 10               |                  | 5                | 4                                             |
| Suécia          |                  | 5                |                      |                  |                  |                  | 10               | 2                | 3                |                  |                  | 12               | 7                | 4                | 1                |                  |                  |                  |                  |                  | 6                | 8                                             |
| Luxemburgo      |                  |                  | 2                    | 1                |                  |                  | 12               |                  | 7                | 6                |                  | 3                |                  | 4                | 8                | 10               |                  |                  |                  |                  |                  | 5                                             |
| Dinamarca       |                  | 5                |                      |                  |                  |                  | 1                | 6                |                  | 12               |                  |                  | 4                |                  | 3                |                  | 8                | 2                |                  |                  | 7                | 10                                            |
| Áustria         |                  |                  |                      | 4                |                  |                  | 8                |                  | 6                | 12               |                  | 7                |                  | 3                | 5                |                  | 2                | 1                |                  |                  |                  | 10                                            |
| Finlândia       | 10               | 5                |                      | 4                |                  |                  | 6                |                  | 2                |                  |                  | 12               | 1                |                  | 3                | 8                |                  |                  |                  |                  |                  | 7                                             |
| França          |                  |                  |                      | 7                |                  |                  | 12               | 4                |                  | 2                | 5                | 6                |                  | 10               |                  | 8                |                  |                  | 1                |                  |                  | 3                                             |
| Espanha         | 12               |                  |                      | 6                | 1                |                  | 10               |                  | 8                | 5                | 3                |                  | 2                | 7                |                  |                  |                  |                  | 4                |                  |                  |                                               |
| Chipre          | 6                |                  |                      |                  |                  |                  | 2                |                  |                  | 8                |                  |                  | 10               | 3                | 7                | 4                |                  |                  | 12               |                  | 1                | 5                                             |
| Suíça           | 2                | 7                |                      |                  |                  |                  |                  | 1                |                  | 3                |                  |                  | 8                |                  |                  | 10               | 4                |                  | 12               |                  | 6                | 5                                             |
| Grécia          | 4                |                  |                      | 1                |                  |                  | 2                |                  | 6                | 8                |                  |                  | 12               |                  | 5                | 10               | 7                |                  |                  |                  | 3                |                                               |
| Islândia        |                  | 5                |                      |                  |                  | 1                |                  |                  |                  | 2                |                  | 10               | 8                |                  |                  |                  | 12               | 7                | 4                |                  | 3                | 6                                             |
| Alemanha        | 7                | 3                | 4                    | 6                |                  |                  | 12               |                  |                  | 8                |                  |                  | 5                |                  | 2                | 10               |                  |                  |                  |                  |                  | 1                                             |
| Iugoslávia      | 8                | 7                | 2                    |                  | 4                |                  | 6                |                  |                  | 12               |                  | 1                | 5                | 10               | 3                |                  |                  |                  |                  |                  |                  |                                               |
| Total           | 56               | 50               | 21                   | 45               | 5                | 13               | 130              | 30               | 39               | 110              | 8                | 111              | 97               | 76               | 60               | 88               | 51               | 47               | 56               | 0                | 46               | 137                                           |
| Lugar           | 9º               | 12º              | 18º                  | 15º              | 21º              | 19º              | 2º               | 17º              | 16º              | 4º               | 20º              | 3º               | 5º               | 7º               | 8º               | 6º               | 11º              | 13º              | 9º               | 22º              | 14º              | 1º                                            |
| Países Votantes | Itália           | Israel           | República da Irlanda | Países Baixos    | Turquia          | Bélgica          | Reino Unido      | Noruega          | Portugal         | Suécia           | Luxemburgo       | Dinamarca        | Áustria          | Finlândia        | França           | Espanha          | Chipre           | Suíça            | Grécia           | Islândia         | Alemanha         | República Socialista Federativa da Iugoslávia |
| Países Votantes | Países Pontuados |                  |                      |                  |                  |                  |                  |                  |                  |                  |                  |                  |                  |                  |                  |                  |                  |                  |                  |                  |                  |                                               |

| Países Votantes | Países Pontuados | Países Pontuados | Países Pontuados     | Países Pontuados | Países Pontuados | Países Pontuados | Países Pontuados | Países Pontuados | Países Pontuados | Países Pontuados | Países Pontuados | Países Pontuados | Países Pontuados | Países Pontuados | Países Pontuados | Países Pontuados | Países Pontuados | Países Pontuados | Países Pontuados | Países Pontuados | Países Pontuados | Países Pontuados                              |
| --------------- | ---------------- | ---------------- | -------------------- | ---------------- | ---------------- | ---------------- | ---------------- | ---------------- | ---------------- | ---------------- | ---------------- | ---------------- | ---------------- | ---------------- | ---------------- | ---------------- | ---------------- | ---------------- | ---------------- | ---------------- | ---------------- | --------------------------------------------- |
| Países Votantes | Itália           | Israel           | República da Irlanda | Países Baixos    | Turquia          | Bélgica          | Reino Unido      | Noruega          | Portugal         | Suécia           | Luxemburgo       | Dinamarca        | Áustria          | Finlândia        | França           | Espanha          | Chipre           | Suíça            | Grécia           | Islândia         | Alemanha         | República Socialista Federativa da Iugoslávia |
| Itália          | 0                | 1                | 0                    | 10               | 0                | 0                | 6                | 0                | 0                | 0                | 0                | 5                | 12               | 0                | 3                | 8                | 2                | 4                | 0                | 0                | 7                | 0                                             |
| Israel          | 0                | 1                | 0                    | 10               | 0                | 0                | 13               | 2                | 0                | 6                | 0                | 6                | 20               | 10               | 8                | 8                | 5                | 8                | 0                | 0                | 7                | 12                                            |
| Irlanda         | 0                | 8                | 0                    | 13               | 0                | 5                | 17               | 2                | 0                | 6                | 0                | 16               | 20               | 18               | 14               | 8                | 6                | 8                | 0                | 0                | 9                | 24                                            |
| Países Baixos   | 0                | 11               | 0                    | 13               | 0                | 10               | 24               | 4                | 0                | 6                | 0                | 28               | 20               | 24               | 18               | 8                | 6                | 18               | 1                | 0                | 9                | 32                                            |
| Turquia         | 0                | 11               | 7                    | 13               | 0                | 10               | 25               | 9                | 4                | 6                | 0                | 34               | 23               | 34               | 18               | 10               | 6                | 26               | 1                | 0                | 9                | 44                                            |
| Bélgica         | 0                | 11               | 10                   | 13               | 0                | 10               | 25               | 17               | 6                | 12               | 0                | 38               | 35               | 34               | 18               | 17               | 6                | 26               | 2                | 0                | 14               | 54                                            |
| Reino Unido     | 0                | 13               | 10                   | 16               | 0                | 10               | 25               | 17               | 6                | 16               | 0                | 48               | 35               | 34               | 18               | 24               | 12               | 34               | 7                | 0                | 15               | 66                                            |
| Noruega         | 0                | 13               | 13                   | 16               | 0                | 12               | 37               | 17               | 7                | 24               | 0                | 58               | 35               | 34               | 23               | 28               | 12               | 34               | 13               | 0                | 15               | 73                                            |
| Portugal        | 7                | 13               | 13                   | 16               | 0                | 12               | 49               | 17               | 7                | 32               | 0                | 60               | 35               | 35               | 23               | 28               | 18               | 37               | 23               | 0                | 20               | 77                                            |
| Suécia          | 7                | 18               | 13                   | 16               | 0                | 12               | 59               | 19               | 10               | 32               | 0                | 72               | 42               | 39               | 24               | 28               | 18               | 37               | 23               | 0                | 26               | 85                                            |
| Luxemburgo      | 7                | 18               | 15                   | 17               | 0                | 12               | 71               | 19               | 17               | 38               | 0                | 75               | 42               | 43               | 32               | 38               | 18               | 37               | 23               | 0                | 26               | 90                                            |
| Dinamarca       | 7                | 23               | 15                   | 17               | 0                | 12               | 72               | 25               | 17               | 50               | 0                | 75               | 46               | 43               | 35               | 38               | 26               | 39               | 23               | 0                | 33               | 10                                            |
| Áustria         | 7                | 23               | 15                   | 21               | 0                | 12               | 80               | 25               | 23               | 62               | 0                | 82               | 46               | 46               | 40               | 38               | 28               | 40               | 23               | 0                | 33               | 110                                           |
| Finlândia       | 7                | 28               | 15                   | 25               | 0                | 12               | 86               | 25               | 25               | 62               | 0                | 94               | 47               | 46               | 43               | 46               | 28               | 40               | 23               | 0                | 33               | 117                                           |
| França          | 17               | 28               | 15                   | 32               | 0                | 12               | 98               | 29               | 25               | 64               | 5                | 100              | 47               | 56               | 43               | 54               | 28               | 40               | 24               | 0                | 33               | 120                                           |
| Espanha         | 29               | 28               | 15                   | 38               | 1                | 12               | 108              | 29               | 33               | 69               | 8                | 100              | 49               | 63               | 43               | 54               | 28               | 40               | 28               | 0                | 33               | 120                                           |
| Chipre          | 35               | 28               | 15                   | 38               | 1                | 12               | 110              | 29               | 33               | 77               | 8                | 100              | 59               | 66               | 50               | 58               | 28               | 40               | 40               | 0                | 34               | 125                                           |
| Suíça           | 37               | 35               | 15                   | 38               | 1                | 12               | 110              | 30               | 33               | 80               | 8                | 100              | 67               | 66               | 50               | 68               | 32               | 40               | 52               | 0                | 40               | 130                                           |
| Grécia          | 41               | 35               | 15                   | 39               | 1                | 12               | 112              | 30               | 39               | 88               | 8                | 100              | 79               | 66               | 55               | 78               | 39               | 40               | 52               | 0                | 43               | 130                                           |
| Islândia        | 41               | 40               | 15                   | 39               | 1                | 13               | 112              | 30               | 39               | 90               | 8                | 110              | 87               | 66               | 55               | 78               | 51               | 47               | 56               | 0                | 46               | 136                                           |
| Alemanha        | 48               | 43               | 19                   | 45               | 1                | 13               | 124              | 30               | 39               | 98               | 8                | 110              | 92               | 66               | 57               | 88               | 51               | 47               | 56               | 0                | 46               | 137                                           |
| Iugoslávia      | 56               | 50               | 21                   | 45               | 5                | 13               | 130              | 30               | 39               | 110              | 8                | 111              | 97               | 76               | 60               | 88               | 51               | 47               | 56               | 0                | 46               | 137                                           |
| Lugar           | 9º               | 12º              | 18º                  | 15º              | 21º              | 19º              | 2º               | 17º              | 16º              | 4º               | 20º              | 3º               | 5º               | 7º               | 8º               | 6º               | 11º              | 13º              | 9º               | 22º              | 14º              | 1º                                            |
| Países Votantes | Itália           | Israel           | República da Irlanda | Países Baixos    | Turquia          | Bélgica          | Reino Unido      | Noruega          | Portugal         | Suécia           | Luxemburgo       | Dinamarca        | Áustria          | Finlândia        | França           | Espanha          | Chipre           | Suíça            | Grécia           | Islândia         | Alemanha         | República Socialista Federativa da Iugoslávia |
| Países Votantes | Países Pontuados |                  |                      |                  |                  |                  |                  |                  |                  |                  |                  |                  |                  |                  |                  |                  |                  |                  |                  |                  |                  |                                               |

#### 12 pontos
Os países que receberam 12 pontos foram os seguintes:
| # | Países Pontuados | Países Votantes                                 |
| - | ---------------- | ----------------------------------------------- |
| 5 | Reino Unido      | Alemanha, França, Luxemburgo, Noruega, Portugal |
| 4 | Iugoslávia       | Irlanda, Israel, Reino Unido, Turquia           |
| 3 | Áustria          | Bélgica, Grécia, Itália                         |
| 3 | Dinamarca        | Finlândia, Países Baixos, Suécia                |
| 3 | Suécia           | Áustria, Dinamarca, Jugoslávia                  |
| 2 | Grécia           | Chipre, Suíça                                   |
| 1 | Chipre           | Islândia                                        |
| 1 | Itália           | Espanha                                         |

### Maestros
Em baixo encontra-se a lista de maestros que conduziram a orquestra, na respectiva actuação de cada país concorrente. 
| País              | Maestro                         |
| ----------------- | ------------------------------- |
| Itália            | Mario Natale                    |
| Israel            | Shaike Paikov                   |
| Irlanda           | Noel Kelehan                    |
| Países Baixos     | Harry van Hoof                  |
| Turquia           | Timur Selçuk                    |
| Bélgica           | Freddy Sunder                   |
| Reino Unido       | Ronnie Hazlehurst               |
| Noruega           | Pete Knutsen                    |
| Portugal          | Luís Duarte                     |
| Suécia            | Anders Berglund                 |
| Luxemburgo        | Benoît Kaufman                  |
| Dinamarca         | Henrik Krogsgård Benoît Kaufman |
| Áustria           | Nenhum                          |
| Finlândia         | Ossi Runne                      |
| França            | Guy Matteoni                    |
| Espanha           | Juan Carlos Calderón            |
| Chipre            | Haris Andreadis                 |
| Suíça             | Benoît Kaufman                  |
| Grécia            | George Niarchos                 |
| Islândia          | Nenhum                          |
| Alemanha          | Nenhum                          |
| Iugoslávia        | Nikica Kalogjera                |
| Maestro anfitrião | Benoît Kaufman                  |

## Artistas repetentes
Alguns artistas repetiram a sua experiência Eurovisiva. Em 1989, os repetentes foram:
| País (1989) | Foto | Artista             | Ano Anterior            | País Representado | Canção | Tradução | Pontuação | Classificação |
| ----------- | ---- | ------------------- | ----------------------- | ----------------- | ------ | -------- | --------- | ------------- |
| Grécia      |      | Marianna Efstratiou | ESC 1987 (como corista) | Grécia            | "Stop" | Stop     | 64        | 10º           |